# León (Nicarágua)
León é uma cidade da costa oeste da Nicarágua, capital do departamento de León, sua população estimada em 2012 era de 1 144 000 habitantes. A cidade está localizada na latitude 12,43° norte e longitude 86,89° oeste.
O nome completo da cidade desde a época colonial é León Santiago de los Caballeros, porém, este nome é raramente utilizado.
León é cortada pelo rio León e está localizada a 70 km de Manágua e 15 km da costa do oceano Pacífico. León é considerada o centro intelectual da Nicarágua, com uma universidade fundada em 1813. León é também um importante centro industrial e comercial da Nicaragua.
A cidade de León foi fundada em 1523 por Francisco Hernandes de Córdoba a uns 30 km de sua localização atual, porém, após uma erupção do vulcão Momotombo, que afetou severamente a cidade, León foi mudada para sua localização atual, sobre o antigo povoado indígena de Subtiaba.
León possui exemplos muito interessantes da arquitetura colonial espanhola, como a grande catedral de San Pedro, construída entre 1706 e 1740. Suas duas torres foram agregadas entre 1746 e 1779.
Após a independência da Nicaragua, retirando-se das Províncias Unidas da América Central em 1839, León tornou-se a capital da Nicaragua. Durante alguns anos, a capital mudou freqüentemente entre León e Granada, conforme o partido que ocupava o poder. Esta situação se resolveu quando se escolheu uma terceira cidade como capital do país em 1858, Manágua, localizada entre as duas cidades.

## Geminações
A cidade de León é geminada com as seguintes municipalidades:
- Londrina, Paraná, Brasil
- West Miami, Flórida, Estados Unidos [1]